# Choplifter III
Choplifter III: Rescue Survive (チョップリフターⅢ?) är ett shoot 'em up-spel till SNES, utgivet 1994 i Nordamerika, Europa och Japan.

### Fotnoter
1. 1 2 3 4 5 6  Choplifter III - Super NES Arkiverad 18 april 2011 hämtat från the Wayback Machine. på GameFAQs
2. 1 2  Choplifter III - Game Boy Arkiverad 29 december 2010 hämtat från the Wayback Machine. på GameFAQs
3. ↑  Choplifter III - Game Gear Arkiverad 6 augusti 2010 hämtat från the Wayback Machine. på GameFAQs
4. ↑  Choplifter III kompositörsinformation på SNESMusic.org